# Roger van Hoveden
Roger van Hoveden (- 1201) was een uit Howden in Yorkshire afkomstige priester, chroniqueur, historicus en diplomaat. Hij is de auteur van een kroniek in het Latijn over de geschiedenis van Engeland onder Hendrik II en Richard I Leeuwenhart, dat uit vier delen bestand en de periode tot aan het einde van de 12e eeuw behandelt.

## Leven
Over Rogers leven is slechts weinig bekend. Hij is vermoedelijk geboren en opgegroeid in Howden, vroeger ook wel Hoveden genoemd, een kleine gemeente in het oosten van Yorkshire. Hij bezocht een kloosterschool in Durham en was daarna vermoedelijk docent theologie in Oxford voordat hij de post van pastoor in Howden van zijn vader Robert overnam. In 1174 werd hij notulist aan het Engelse hof onder Hendrik II en bleef dit tot aan diens dood in 1189.
Tijdens deze periode reisde Roger veel en nam hij belangrijke opgaven in opdracht van de koning aan. Tijdens zijn eerste jaar in dienst stuurde de koning hem op een geheime diplomatieke missie naar de heren van Galloway in Schotland. In 1175 was hij bemiddelaar tussen de koning en Engelse kloosters. In 1185, 1187 en 1189 duikt hij als rechtspreker over de wouden van de graafschappen Yorkshire, Cumberland en Northumberland op in de aantekeningen.
Met de dood van Hendrik II in 1189 kwam er ook een einde aan Rogers werk voor de Engelse kroon. Dientengevolge trad Roger in dienst van Hugh de Puiset, de bisschop van Durham. De bisschop vertrouwde Roger opgaven in de diplomatie en administratie toe. Roger reisde onder andere naar Paus Clemens III, om de bisschop van zijn Kruistochtgelofte te ontslaan. Na slechts negen maanden kwam er al een eind aan Rogers dienst voor de bisschop.
Roger sloot zich in Marseille in 1190 bij de Derde Kruistocht onder Richard I aan. De terugreis vatte hij in augustus 1191 na de inname van Akko samen met Filips II aan. In zijn geboortestreek aangekomen, nam hij zijn werk voor de bisschop van Durham weer op. Deze werkzaamheid eindigde met de dood van de bisschop in 1195. Rogers aantekeningen eindigen in 1201 plotseling, vermoedelijk door zijn dood.

## Werken
De kroniek van Roger van Hoveden bestaat uit twee delen: de Gesta Henrici II Benedicti abbatis en de Chronica. De Gesta, die deel uitmaakten van de bibliotheek van abt Benedictus van Peterborough, bestaan uit de herwerkte Annalen van Roger voor de jaren 1169 tot 1192. Het omvat gedetailleerde informatie over justitiehervormingen en diplomatieke aangelegenheden. Roger was in die tijd notulist aan het Engels koninklijk hof en daarom zeer goed geïnformeerd.
Reeds voor het beëindigen van de Gesta begon Roger, vermoedelijk in 1192, met werken aan de Chronica. Deze behandelt de geschiedenis van Engeland tot in het jaar 1201. Daarbij greep Roger voor de jaren 1169 tot 1192 terug naar zijn herwerkte aantekeningen voor de Gesta Henrici. Hij kortte evenwel de stukken over het bestuur in en behandelde enige gebeurtenissen uitvoeriger dan in de Gesta Henrici. Wezenlijke thema's, die in de Chronica werden behandeld, zijn vooral vragen over de binnen- alsook buitenlandse politiek. Deze zijn door Rogers banden met het koninklijk hof zeer gedetailleerd beschreven. Hoewel er generlei aanwijzingen zijn, dat het werk aan de Chronica was voltooid, eindigt het werk zeer abrupt in het jaar 1201.

## Uitgaven
- Henricus Savile (ed.), Rervm Anglicarvm Scriptores Post Bedam Praecipvi, Ex Vetvstissimis Codicibvs Manvscriptis Nvnc Primvm In Lvcem Editi. Willielmi Monachi Malmesburiensis de gestis Anglorum lib. V. Eiusdem Historia Nouellae lib. II. Eiusdem de gestis Pontificum Angl. lib. IIII. Henrici Archidiaconi Huntindoniensis Historiarum lib. VIII. Rogeri Hovedeni Annalium pars prior & posterior. Chronicorum Ethelwerdi lib. IIII. Ingvlphi Abbatis Croylandensis historiarum lib. I. Adiecta ad finem Chronologia, Londen, 1596 (gedigitaliseerd), nadruk: Frankfurt, 1601 (gedigitaliseerd, eerste druk)
- William Stubbs (ed.), Chronica Magistri Rogeri De Houedene (= Rerum britannicarum medii aevi scriptores or chronicles and memorials of Great Britain and Ireland during the middle ages, 51, 1–4), 4 dln., Londen, 1868-1871 (gedigitaliseerd: dl. 1, dl. 2, dl. 3, dl. 4), nadruk: Nendeln, 1964.

## Vertalingen
- Henry T. Riley (trad.), The Annals of Roger de Hoveden: Comprising the History of England and of others Countries of Europe from A.D. 732 To A.D. 1201, 2 dln., Londen, 1853 ( gedigitaliseerd: dl. 1, dl. 2).